# Воног Володимир Донатович
Володимир Донатович Воног (1899, с. Скребелі, Двинський повіт, Вітебська губернія — 16 березня 1942, Ленінград) — радянський футболіст, хокеїст та суддя. Заслужений майстер спорту СРСР (1934). Суддя всесоюзної категорії (1938).
Почав грати в 1914 році у Петрограді в Путилівському гуртку. Виступав у петроградських-ленінградських клубах «Путилівський гурток» (1917—1923), «Спартак» Московсько-Нарвського району (1924), «Червоний путилівець» (1925—1935).
Входив до збірних Петрограда-Ленінграда (1922-28) та РРФСР (1923-25). Всього за збірну РРФСР зіграв у трьох товариських матчах, зі збірними Швеції, Норвегії та Естонії. У всіх матчах росіяни перемогли. 
Учасник переможної поїздки «Червоного путилівця» до Німеччини у 1927 році, збірної РРФСР 1923 до Скандинавії, Фінляндії, Німеччини та Естонії.
Як гравець був відмінно підготовлений фізично. У грі виділявся азартом, працездатністю та стійкістю.
Один раз увійшов у список «44» кращих журналу «ФіС» — № 4 (1928).
Грав у хокей з м'ячем. Захищав кольори збірних Ленінграда (1924-36) та РРФСР (1924-30). Граючий тренер команди Кіровського заводу та ленінградського «Авангарду» (1938-41). Під керівництвом Вонога, команда Кіровського заводу стала чемпіоном ВЦРПС 1936 року, а «Авангард» став фіналістом Кубка СРСР 1939 року. У 1936 році був включений у список 22 найкращих гравців сезону. 
У 30-ті став суддею. У вищій лізі чемпіонату СРСР з футболу (1938-41) — 18 матчів.
З 1930 року викладав та тренував у Державному ордена Леніна інституті фізичної культури імені П. Ф. Лесгафта. Паралельно з 1933 року працював у Нарвській райпрофспілці. Активний організатор фізкультурної роботи на Кіровському заводі, першим у СРСР ввів на заводі виробничу гімнастику перед початком робочого дня.
Загинув у блокадному Ленінграді. З 1952 року хокеїсти Кіровського заводу розігрували кубок пам'яті Володимира Вонога.

## Досягнення

### Командні
Футбол
- Чемпіон Ленінграду: 1925 (осінь)

Хокей з м'ячем
- Чемпіон СРСР: 1928;
- 2-й призер Чемпіонату СРСР: 1933;
- Чемпіон РРФСР: 1924, 1926, 1927, 1928.
- Чемпіон ВЦРПС: 1935, 1936.

### Індивідуальні
- Заслужений майстер спорту (1934)
- 4-й у списку «44 найкращих футболістів СРСР» (1928)
- включений до списку 22 найкращих хокеїстів СРСР (1936)